# Дальнее (Приморский край)
Да́льнее — село в Михайловском районе Приморского края, входит в состав Сунятсенского сельского поселения.

## География
Село Дальнее стоит на правом берегу реки Охотенка (правый приток реки Абрамовка).
Село Дальнее расположено к северо-западу от Михайловки на автодороге, соединяющей Михайловку с посёлком Липовцы Октябрьского района Приморского края.
Расстояние до районного центра Михайловка около 35 км, до Первомайского около 28 км.

## Население
| 2002 | 2010 |
| ---- | ---- |
| 190  | ↘142 |

## Улицы
| - ул. Зелёная, - ул. Луговая, - ул. Набережная, - ул. Центральная, - ул. Широкая. |

## Экономика
Сельскохозяйственные предприятия Михайловского района.